# Silvio Santos
Silvio Santos, valódi nevén Senor Abravanel (Rio de Janeiro, 1930. december 12. – São Paulo, 2024. augusztus 17.) brazil üzletember és televízióműsor-vezető.

## Családja
Szefárd zsidó bevándorlók gyermekeként született. Édesapja, Alberto Abravanel a makedóniai Szalonikiben, édesanyja, Rebecca Caro az Oszmán Birodalomban található Szmirnában született.